# 木姓
木姓是一個華人的姓氏，郡望為吳興。今日北京宛平、天津武清、河北辛集、山東東平、山西太原、陝西韓城、浙江溫州、上海松江、廣東澄海、雲南瀘水等地、有較多的木姓人士居住，如今多改穆姓、沐姓等。金庸《天龍八部》中有角色木婉清。

## 起源

### 漢族
- 春秋宋國大夫孔子木，其子孫以“木”為氏。
- 端木姓後人因避難而改姓。

### 蒙古族
- 蒙古名將木華黎的後裔，漢化後改姓木。

### 納西族
- 相傳明代麗江土司阿甲阿得因敬佩沐英，改姓沐，但朱元璋認為如此會擾亂沐家本宗，於是賜其姓木，名為木得。

## 延伸阅读
[在维基数据编辑]
 《欽定古今圖書集成·明倫彙編·氏族典·木姓部》，出自陈梦雷《古今圖書集成》